# Socimi 8833
Il filobus Socimi 8833 è un modello progettato e prodotto dall'azienda italiana Socimi, basato sull'autobus urbano Iveco 471 U-EffeUno e messo in servizio nel 1986.
È uno dei primi modelli con cui i produttori italiani ripresero la produzione di nuovi filobus, che già all'Inizio degli anni ottanta era ricominciata, sia pur timidamente, grazie anche alla riscoperta di questi mezzi silenziosi e non inquinanti, legata anche a nuove prese di coscienza della società sui problemi ecologici.

## Storia
Con una delibera del 21 dicembre 1984, AMCM bandì un appalto concorso per la fornitura di 14 nuovi filobus urbani a tre porte. La società aggiudicataria fu la SOCIMI di Milano. Il primo dei nuovi veicoli, costruiti con allestimento Socimi F8833, arrivò a Modena nella classica livrea Arancione Ministeriale il 13 maggio 1986, seguito poi da tutte le altre unità, le cui consegne terminarono nei primi giorni del 1987.
Le vetture vennero immatricolate come AMCM 11÷24, riprendendo così i numeri sociali dei vecchi filobus Fiat 668 del 1950.
Il servizio sulle uniche due linee dell'epoca, la 6/ e la 7, iniziò già nell'autunno 1986 e rimase abbastanza intenso per oltre sei anni, fino a quando, nel corso degli anni 1990, una serie di cantieri per la modifica della viabilità e per l'estensione della stessa rete filoviaria, resero necessaria la sospensione della trazione elettrica prima sulla 6/ (primavera 1993) e poi anche sulla 7 (dal 30 Ottobre 1995), portando così a un lungo periodo di fermo per questi mezzi, interrotto solo dai periodici corsi di formazione per conducenti.
Approfittando di questa sosta forzata, tra il giugno 1998 e l'agosto 2000, ATCM procedette alla loro trasformazione da 600 a 750 V, in occasione della quale i veicoli furono anche sottoposti a revamping sia esterno sia interno, con ricoloritura nella livrea giallo-blu e installazione di nuovi indicatori di linea più moderni.
Il progetto di conversione a 750 V fu curato dalla ditta “Albiero & Bocca” di Casorate Primo (PV). L’intervento ha consistito in una completa ricostruzione dell’apparato di trazione, con installazione di un nuovo motore asincrono trifase raffreddato ad acqua, e di un nuovo sistema di avviamento elettronico con Inverter a IGBT che sostitui l'originario dispositivo della "Logica Statica". Complessivamente furono mantenute le prestazioni originali, aumentando però la potenza massima da 140 a 150 kW. I filobus SOCIMI 8833 erano già dotati, in origine, di un gruppo di batterie per la marcia autonoma che consentiva solo spostamenti brevi, ma il progetto di ricostruzione non aveva previsto la trasformazione per una marcia autonoma, un fattore che si rivelò molto penalizzante al momento del ritorno in servizio, nell'autunno 2000, e che negli anni immediatamente successivi ne limitò molto l'impiego (complici anche i problemi della nuova rete a sostenere un numero eccessivo di vetture in tensione). 

Per questo sulla vettura 14 furono installate, sperimentalmente, grosse batterie in fondo alla vettura, rendendo però necessaria la rimozione di ben cinque sedili e riducendo i posti a sedere da 21 a 16; furono installate anche nuove aste automatizzate con pistoni pneumatici e nuovi retriver.
Tra il giugno 2004 e il maggio 2005 anche i restanti 13 filobus furono sottoposti allo stesso intervento, consentendo così all'intero gruppo di ricominciare a circolare più regolarmente.
La radiazione di questi mezzi iniziò con l'arrivo dei primi nuovi filobus Neoplan Electroliner: la prima vettura a cessare il servizio fu la 11, il 1º luglio 2007, seguita dalla 15 nel febbraio 2008 e dalla 14 un anno dopo. 
Tuttavia, complici gli effetti della recente crisi economica globale, che impedivano l'acquisto di altri nuovi mezzi, la vita utile dei SOCIMI fu prolungata ancora di diversi anni. Così nel corso del 2009 tutti i mezzi superstiti furono dotati di piccole paratie alla base delle aste, per contrastare possibili effetti dovuti all'umidità (azionamento del rilevatore di dispersione di corrente anche in caso di pericolo non effettivo), e ricevettero anche la nuova versione della livrea aziendale giallo-blu, eccetto la vettura 16.
Quest'ultimo, assieme al 20, fu accantonato a fine 2012, mentre le restanti nove unità hanno continuato il loro servizio per altri cinque anni, venendo accantonate nel corso del 2016-18, anche in vista dell'arrivo dei nuovi filobus Solaris Trollino.
Gli ultimi quattro mezzi che hanno circolato fino a tutto il 2019, seppur sporadicamente, sono state le vetture 13, 19, 21 e 24.

## Curiosità
Per i primi dieci anni di servizio, i SOCIMI 8833 fecero capo allo storico deposito dell'allora AMCM, in viale Carlo Sigonio, ed essendo questa l'unica rimessa elettrificata dell'epoca, vi rimasero anche dopo che la gestione del TPL urbano passò sotto l'ATCM (1988) che invece spostò provvisoriamente tutti gli autobus urbani nell'area della Stazione Ferrovie Provinciali di Modena.
Nell'estate 1996 l'azienda trasferí metà delle vetture al nuovo deposito di Strada Sant'Anna, lasciando in viale Carlo Sigonio i restanti filobus (vetture 14, 15, 16, 17, 18, 21 e 24), che fino all'autunno 1998 furono impiegati nei vari corsi di formazione per nuovi conducenti
Dal 1999 in poi, i quattordici mezzi sono stati sempre tutti rimessati al Deposito Sant'Anna.
Sono gli unici mezzi pubblici nella storia di Modena che hanno prestato servizio sotto tre diverse aziende di trasporto: AMCM nel 1986÷1988, ATCM nel 1988÷2011 e SETA nel 2012÷2019.

## Funzionalità
Questo filobus aveva una lunghezza di 12 metri ed era basato su un telaio di nuova generazione IVECO 2471, con pianale ribassato, derivato da quello del bus urbano Iveco 471-Effeuno, e contenente tutti i moderni criteri di omologazione.
Prodotto dalla divisione Bus del gruppo Fiat-Iveco SpA, ricevette una carrozzeria sviluppata da SOCIMI SpA basata sul modello F8820 costruito per l'ATM di Milano, ma modificato nella versione "Tipo Emilia", cioè con tre porte con apertura a libro. La colorazione originale era quella standardizzata italiana dell'epoca, cioè arancione brillante, con l'aggiunta in questo caso di una fascia grigio molto chiaro sotto i finestrini, prevista per i mezzi della Regione Emilia Romagna. 
Era dotato di un sistema di propulsione elettrica fornito da Marelli ed era inizialmente alimentato alla tensione di 600 V.